# 梁郡 (南齐)
梁郡，中国南北朝时设置的郡。
南朝齐改南梁郡置，辖境约相当今安徽省寿县部分地。属豫州。北魏属扬州。梁属南豫州。南陈复属豫州。北周时又属扬州。治所在今安徽省寿县。隋朝开皇初年废。